# Prześladowanie i zabójstwo Jean-Paula Marata w wykonaniu pensjonariuszy zakładu dla obłąkanych w Charenton w reżyserii Markiza de Sade
Prześladowanie i zabójstwo Jean-Paula Marata w wykonaniu pensjonariuszy zakładu dla obłąkanych w Charenton w reżyserii Markiza de Sade (ang. Marat/Sade, znany również pod wydłużonym tytułem jako The Persecution and Assassination of Jean-Paul Marat as Performed by the Inmates of the Asylum of Charenton Under the Direction of the Marquis de Sade) – brytyjski film dramatyczny z 1967 roku w reżyserii Petera Brooka. Wyprodukowany przez United Artists Corporation. Film powstał na podstawie sztuki Petera Weissa pod tym samym tytułem.
Premiera filmu w Stanach Zjednoczonych miała miejsce 22 lutego 1967 roku, natomiast w Wielkiej Brytanii odbyła się 8 marca 1967 roku.

## Fabuła
Film ukazuje fikcyjne zdarzenia, ale również wykorzystuje fakt, że na początku ubiegłego roku Markiz de Sade rzeczywiście przebywał i pisał w zakładzie dla umysłowo chorych w Charenton. Publiczność, która przyjeżdżała na przedstawienia z udziałem pacjentów, byli traktowani przez lekarzy jako forma terapii.

## Obsada
- Ian Richardson jako Jean-Paul Marat
- Glenda Jackson jako Charlotte Corday
- John Steiner jako Monsieur Dupere
- Hugh Sullivan jako Kokol
- John Harwood jako Voltaire
- Mark Jones jako matka
- William Morgan Sheppard jako obłąkane stworzenie
- Susan Williamson jako Simone Evrard